# Hrîmeacika, Vinkivți
Hrîmeacika (în ucraineană Грим'ячка) este o comună în raionul Vinkivți, regiunea Hmelnîțkîi, Ucraina, formată numai din satul de reședință.

## Demografie
Componența lingvistică a comunei Hrîmeacika
     Ucraineană (99,88%)
     Alte limbi (0,12%)
Conform recensământului din 2001, majoritatea populației comunei Hrîmeacika era vorbitoare de ucraineană (99,88%), existând în minoritate și vorbitori de alte limbi.